# Friedrich Bernhard Werner
Friedrich Bernhard Werner (Kamenz, Baixa Silèsia, 28 de gener de 1690 - 20 d'abril de 1778) va ser un dibuixant i gravador alemany.

## Biografia

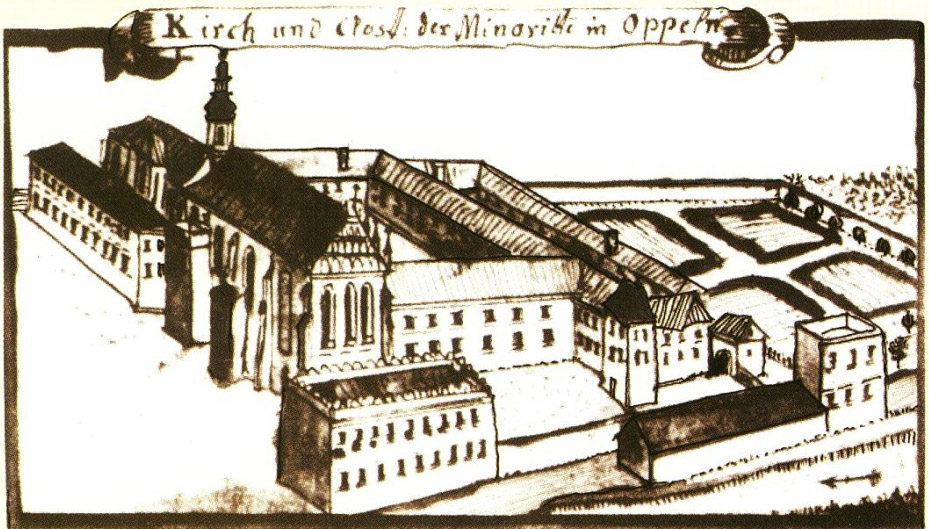
Dibuix de Werner de l'església i monestir franciscans d'Opole, Silèsia, el 1764

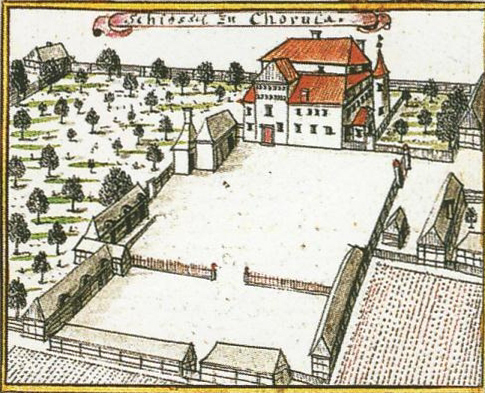
Dibuix de Werner de la finca de Chorula prop de Gogolin, Silèsia.

Procedent de circumstàncies modestes, Werner va assistir primer a l'escola secundària dels jesuïtes a Neisse, després es va traslladar de jove i va portar una vida tan aventurera com a soldat, curander, traductor, empleat i director de màquines d'un teatre que ell mateix es batejava com un "Robinson de Silesia". En els seus viatges "va aprendre sobre l'art de l'enginyeria" per tal de millorar les seves habilitats de dibuix com ell mateix deia "observant el meu instint natural per dibuixar".
El dia 18 d'octubre de 1718 es va casar amb Maria Eleonora Frantz de Frankenstein.
Quan l'any 1720 les editorials d'art d'Augsburg (hereus de Jeremias Wolff) li van oferir l'oportunitat de fer dibuixos preliminars de vistes de la ciutat, va recórrer grans parts d'Europa i, com a "escenògraf perfecte", va fer les plantilles de nombroses ciutats grans amb gran èxit per a la seva publicació com gravats en coure. Durant un temps també va ser director de la fortalesa a Stade i el 1729 va reclutar treballadors per a una fàbrica de porcellana holandesa de Bremen. El 1729 va fer un gravat en placa de coure a vista d' ocell de la ciutat de Bremen. Després va continuar viatjant per Europa i a partir de 1739 va treballar a diverses cases reials com a aparellador i enginyer. El 1744, Frederic el Gran li va concedir el títol de l'Escenografia reial prusiana.
Werner es va establir a Breslau el 1746 com a aparellador de la cort i escenògraf reial, i va viure aquí fins a la seva mort.

## Obres

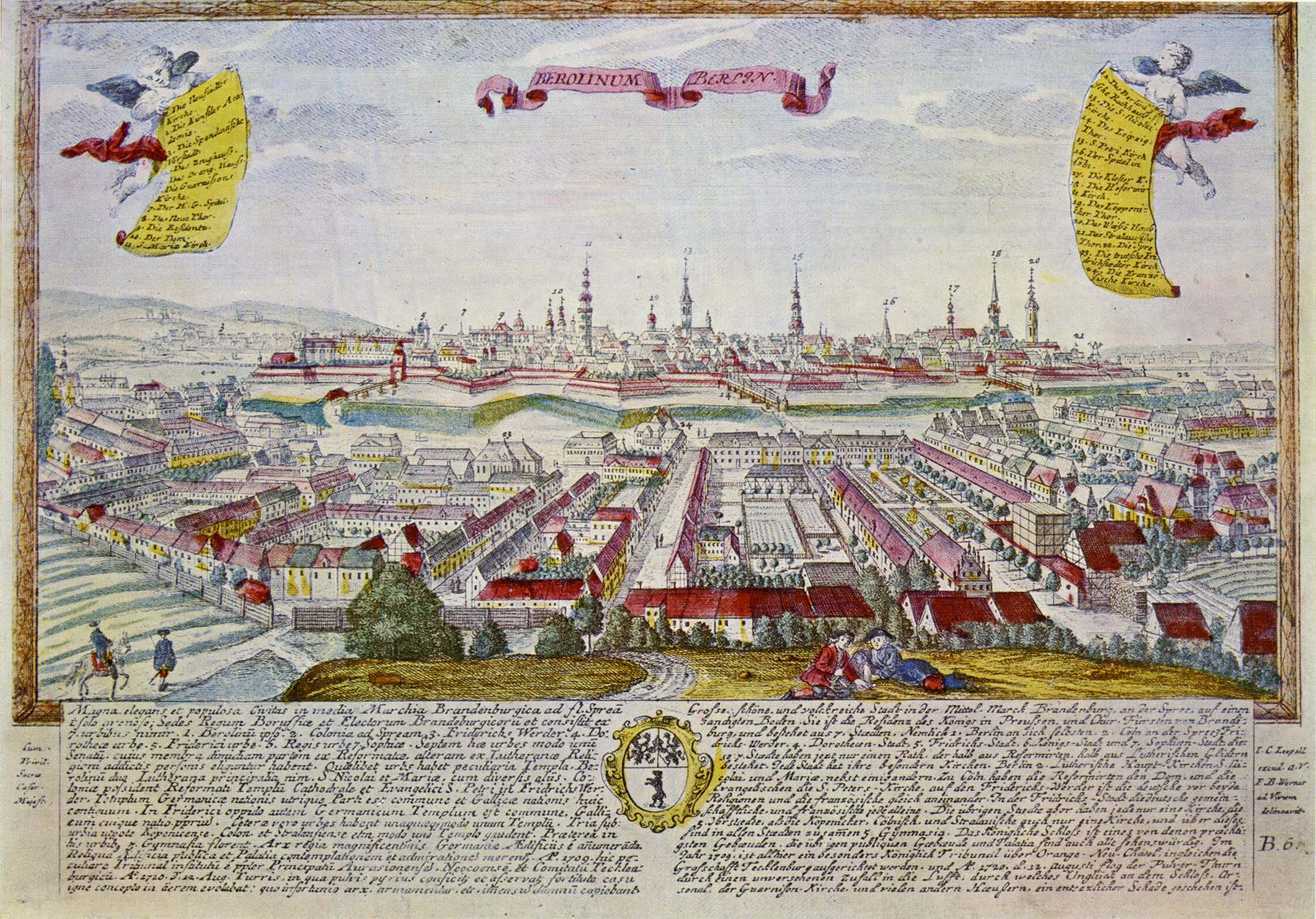
Gravat en coure de colors de Berlín de Johann Christian Leopold, després de Werner, cap al 1730.

Els seus dibuixos de les esglésies de la pau de Silèsia, les esglésies de gràcia i les cases de pregària (1748 - 1752, reimpresos el 1989) i la seva topografia en cinc volums del Ducat de Silèsia amb unes 3000 pàgines manuscrites i més de 1400 en color, molt útils per a la història. La recerca de cases, la preservació de monuments, l'art i la història dibuixos a tinta rentada, que sovint feia “in locu tenens”, són de gran interès.
De Werner es coneixen centenars de paisatges urbans, que van ser dibuixats per ell i transferits a plaques de coure per diversos gravadors, per exemple per Johann Christian Leopold. Les vistes també eren plantilles per a altres artistes.
- Perspectiva dels del Sr. Königl. majestat a Prússia, com a duc suprem a Silèsia, va concedir molt amablement Beth-Hauser AC

- Silèsia al Compendio seu Topographia que és la presentació i descripció del Ducat de Silèsia […]

Part I (còpia digital)
Part II (còpia digital)
Part III (còpia digital)
Part IV (còpia digital)
Part V (còpia digital)
- Topographia seu prodromus principatus Silesiae […] (l'anomenat "espècimen de Ciutat Nova")

Vol. 1: Alta Silèsia (Teschen, Ratibor, Oppeln, Troppau, Jägerndorf, Neisse, Pless, Oberbeuthen, Loslau, Friedeck, Oderberg, Bielitz) (còpia digital)
Vol. 3: Münsterberg-Frankenstein, Schweidnitz, governants de propietat lliure (còpia digital)
Vol. 4: Liegnitz, Brieg, Wohlau (còpia digital)
Vol. 5: Glogau, Beuthen, Sagan, Schwiebus, Hirschberg (còpia digital)
- Scenografia Urbium Silesiae. Hereus Homann, Nuremberg 1738 (còpia digital)

Probablement entre 1758 i 1765 Werner va escriure una autobiografia que va romandre amagada i no es va imprimir fins al 1921. L'original es va perdre el 1945.